# Sensacionalismo
Sensacionalismo é um tipo de viés editorial na mídia em massa em que os eventos e temas em notícias e partes são mais exageradas para aumentar os números de audiência ou de leitores. O sensacionalismo pode incluir relatórios sobre assuntos geralmente insignificantes e eventos que não influenciam a sociedade em geral e apresentações tendenciosas de temas de interesse jornalístico de uma forma trivial ou tabloide.
Algumas táticas incluem ser deliberadamente obtusas, apeladas às emoções, sendo controversas, intencionalmente omitidas de fatos e informações, sendo barulhentas e auto-centradas, agindo para obter atenção. Informações triviais dos eventos às vezes são deturpadas e exageradas como importantes ou significativas, e muitas vezes incluem histórias sobre as ações de indivíduos (em geral subcelebridades) e pequenos grupos de pessoas, o conteúdo do que é muitas vezes insignificante e irrelevante em relação aos eventos de macro-nível do dia-a-dia que ocorrem no mundo. Além disso, o conteúdo e o assunto normalmente não afetam a vida das massas e não afeta a sociedade, e em vez disso é transmitida e impressa para atrair telespectadores e leitores. Exemplos disso incluem a cobertura da imprensa sobre o escândalo de Bill Clinton e Monica Lewinsky, o julgamento de Casey Anthony, o papel de Tonya Harding no ataque de Nancy Kerrigan, o caso Elián González e o caso de assassinato de O. J. Simpson.

## História
Em A History of News, o autor Mitchell Stephens (professor de jornalismo e comunicação de massa na Universidade de Nova Iorque) observa que o sensacionalismo pode ser encontrado no Acta Diurna (avisos e anúncios oficiais que foram apresentados diariamente em fóruns públicos, o conteúdo percebido de que se espalhou com entusiasmo nas sociedades analfabetas), na Roma Antiga. O sensacionalismo foi usado em livros do século XVI e XVIII, para ensinar lições morais. De acordo com Stevens, o sensacionalismo trouxe a notícia de um novo público, quando se tornou visando à classe mais baixa, que tinha uma necessidade menor de compreender com precisão a política e a economia.